# Mihail Minciună
Mihail Minciună (n. 1885, Bogzești, județul Orhei – d. 4 februarie 1935, Bogzești, județul Orhei) a fost un țăran autodidact, ajuns jurnalist, care a fost ales deputat în Sfatul Țării din partea Congresului Militarilor Moldoveni.

## Biografie
La data de 27 martie 1918, Mihail Minciună a votat Unirea Basarabiei cu România.